# Liu Changqing
Dans ce nom chinois, le nom de famille, Liu, précède le nom personnel.
Pour les articles homonymes, voir Liu.
Liu Changqing (chinois simplifié : 刘长卿 ; chinois traditionnel : 劉長卿 ; pinyin : Liú Chángqīng ; Wade : Liu Ch'ang-ch'ing), également connu sous le prénom de courtoisie de Wenfang (文房), né en 709 à Luoyang dans la province du Henan et mort en 785, est un poète chinois de la Dynastie Tang.